# Hôtel Bézard
L'hôtel Bézard est un édifice civil de la ville de Nîmes, dans le département du Gard et la région Languedoc-Roussillon. Il fait l'objet d’une inscription au titre des monuments historiques depuis 2012.

## Localisation
L'édifice est situé 2 avenue Feuchères et 1 boulevard de Bruxelles.

## Historique
Cet immeuble voit le jour en 1846, à l'initiative de la famille Bézard. Il est construit sur des plans de Gaston Bourdon, architecte ayant également conçu le palais de justice de Nîmes, situé de l'autre côté de l'esplanade. En 1926, l'hôtel Bézard devient l'hôtel des Postes, titre qu'il conserve jusqu'au début des années 2010.
En mai 2015, sous la houlette de l'architecte Didier Cazalet, l'immeuble est rénové et devient une résidence de tourisme de luxe appelée « L'Odéon ».